# جاسم علي
جاسم علي محمد (مواليد 2 مايو 1986، لاعب كرة قدم إماراتي يجيد اللعب كلاعب وسط .
مثل نادي عجمان في الفئات السنية و صعد للفريق الأول عام 2005 .